# Conopeum commensale
Conopeum commensale is een mosdiertjessoort uit de familie van de Electridae. De wetenschappelijke naam van de soort is voor het eerst geldig gepubliceerd in 1922 door Kirkpatrick & Metzelaar.